# Michał Serednicki

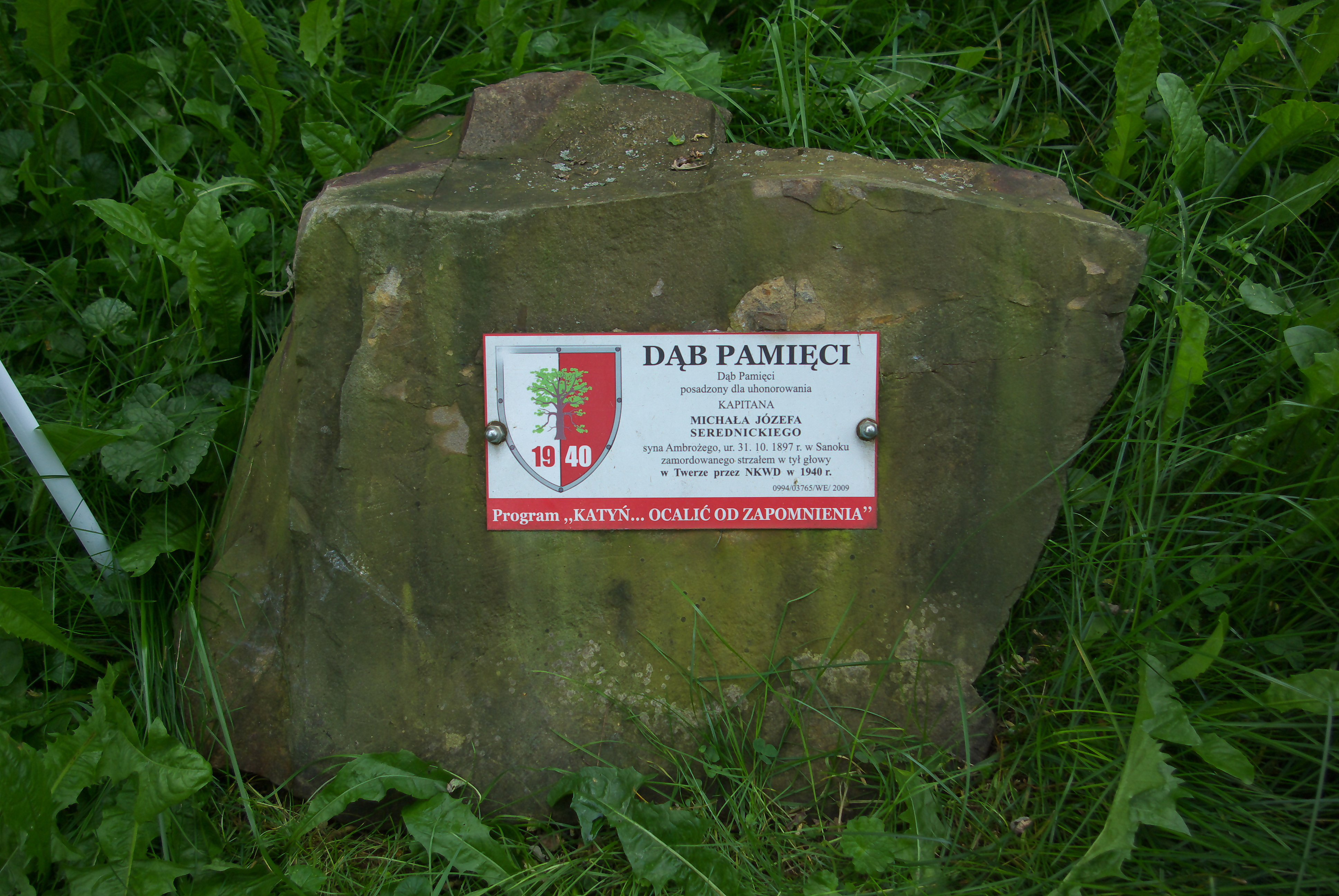
Kamień pamiątkowy przy Dębie Pamięci honorującym Michała Serednickiego w Trepczy

Michał Józef Serednicki (ur. 31 października 1897 w Sanoku, zm. wiosną 1940 w Kalininie) – nauczyciel, porucznik rezerwy piechoty Wojska Polskiego, ofiara zbrodni katyńskiej.

## Życiorys
Urodził się w jako syn Ambrożego i Zofii, z domu Brun.
Po wybuchu I wojny światowej w 1914 został zmobilizowany do armii austriackiej. Ukończył seminarium nauczycielskie i austriacką szkołę oficerską. W czasie odzyskiwania przez Polskę niepodległości od 10 do 30 listopada do 1918 służył w Milicji Miejskiej w Kątach. Następnie od 1 grudnia 1918 do 17 grudnia 1920 jako ochotnik walczył w wojnie polsko-ukraińskiej i wojnie polsko-bolszewickiej (w tej drugiej wojnie walczył na froncie od marca do 14 listopada 1920). Był ranny. Został awansowany do stopnia podporucznika ze starszeństwem z dniem 1 lipca 1925, następnie do stopnia porucznika 19 marca 1939. Służył w Powiatowej Komendzie Uzupełnień w Ostrowcu Świętokrzyskim oraz w 2 pułku piechoty Legionów.
Zawodowo pracował jako nauczyciel.
Wobec zagrożenia konfliktem zbrojnym w 1939 został zmobilizowany. Po wybuchu II wojny światowej, kampanii wrześniowej 1939 oraz agresji ZSRR na Polskę z 17 września 1939 został aresztowany przez sowietów, a następnie był przetrzymywany w obozie w Ostaszkowie. Na wiosnę 1940 został wywieziony i zamordowany w siedzibie Obwodowego Zarządu NKWD w Kalininie (obecnie Twer) przez funkcjonariuszy oraz pracowników NKWD przybyłych z Moskwy na mocy decyzji Biura Politycznego KC WKP(b) z 5 marca 1940. Jest pochowany na terenie obecnego Polskiego Cmentarza Wojennego w Miednoje. Spokrewniony z nim ppor. Bronisław Kluza także był ofiarą zbrodni katyńskiej.

## Upamiętnienie
W 2007 pośmiertnie został awansowany do stopnia kapitana.
30 maja 2010, ramach akcji „Katyń... pamiętamy” / „Katyń... Ocalić od zapomnienia”, Michał Serednicki został uhonorowany poprzez zasadzenie Dębu Pamięci w Kwaterze Katyńskiej Parku Kwitnąca Akacja w Trepczy (Michała Serednickiego uczcił Zespół Szkół w Trepczy).